# Valentin Plesea
Valentin Plesea, né le 30 décembre 1993 à Ploiești, est un coureur cycliste roumain.

## Palmarès sur route

### Par année
- 2012
  -  Champion de Roumanie du contre-la-montre espoirs
- 2013
  - 2e du championnat de Roumanie du contre-la-montre espoirs
- 2014
  -  Champion de Roumanie du contre-la-montre espoirs
  - Tour de la Dobroudja
  - Cupa Max Ausnit
  - 3e du championnat de Roumanie du contre-la-montre
- 2015
  - Tour de la Dobroudja :
    - Classement général
    - Prologue et 2e étape

  - Mémorial Constantin Vagneti
- 2016
  - Tour of Thassos
  - VeloPower Road Race
- 2017
  - 2e du championnat de Roumanie du contre-la-montre
  - 2e du championnat de Roumanie sur route
- 2018
  - Trofeo Ardealul
  - 4eb étape du Tour de Szeklerland
  - King of Transfagarasan
- 2019
  - Drumul Vinului
  - August Rush
- 2021
  - Cupa României
  - Cupa Vointa
  - Tour The Wall
- 2022
  - Cupa României
  - Copa Litoralului
  - Turul Celco
  - 3e étape du Tour d'Albanie
  - 2e étape de la Ziridava Road Race
  - 2e du championnat de Roumanie sur route
- 2023
  - 2e étape de la Ziridava Road Race
  - 2e de la Ziridava Road Race
  - 2e du championnat de Roumanie sur route
- 2024
  - Poli Bike Challenge
  - 2e étape du Turul Colinelor
- 2025
  - Turul Vrancei

### Classements mondiaux
| Année                                 | 2012 | 2013 | 2014 | 2015 | 2016  | 2017 | 2018  | 2019  | 2020  | 2021  | 2022 | 2023  | 2024  |
| ------------------------------------- | ---- | ---- | ---- | ---- | ----- | ---- | ----- | ----- | ----- | ----- | ---- | ----- | ----- |
| Classement mondial                    |      |      |      |      | 1168e | 936e | 2067e | 1088e | 1633e | 1319e | 692e | 1507e | 2967e |
| UCI Europe Tour                       | 450e | nc   | 998e | nc   | 789e  | 592e | 1373e | 773e  | 1214e | 949e  | 535e | nc    | nc    |
|                                       |      |      |      |      |       |      |       |       |       |       |      |       |       |
| Légende : nc = non classéSource : UCI |      |      |      |      |       |      |       |       |       |       |      |       |       |

## Palmarès sur piste
- 2018
  - 3e du championnat de Roumanie de vitesse par équipes
- 2019
  -  Champion de Roumanie de poursuite par équipes (avec Emil Dima, Csaba Bartha et Daniel Crista)
- 2020
  -  Champion de Roumanie de poursuite par équipes (avec Daniel Crista et George Porumb)
  - 2e du championnat de Roumanie de poursuite
  - 2e du championnat de Roumanie d'omnium
  - 2e du championnat de Roumanie de vitesse par équipes
  - 2e du championnat de Roumanie de course aux points
  - 2e du championnat de Roumanie du scratch
- 2022
  -  Champion de Roumanie de poursuite par équipes (avec Daniel Crista, Emil Dima et Mihai-Sebastian Paveliu)
  - 2e du championnat de Roumanie du kilomètre
  - 2e du championnat de Roumanie de poursuite
  - 2e du championnat de Roumanie de course à l'élimination
  - 2e du championnat de Roumanie d'omnium
  - 2e du championnat de Roumanie de course aux points
  - 2e du championnat de Roumanie du scratch
  - 2e du championnat de Roumanie de vitesse